# Собранце (район)
Район Собранце (словац. Okres Sobrance) — район Словакии. Находится в Кошицком крае. Граничит с Украиной.

## Население
| Год:                | 1994   | 2004    | 2014    | 2024    |
| ------------------- | ------ | ------- | ------- | ------- |
| Количество человек: | 23 742 | 23 447  | 22 765  | 22 195  |
| Разница:            |        | −1,24 % | −2,90 % | −2,50 % |

### Статистические данные (2001)
Национальный состав:
- Словаки — 96,4 %
- Русины/Украинцы — 0,9 %
- Цыгане — 0,9 %
- Чехи — 0,5 %

Конфессиональный состав:
- Католики — 41,3 %
- Грекокатолики — 37,2 %
- Реформаты — 7,5 %
- Православные — 6,7 %
- Свидетели Иеговы — 1,9 %
- Лютеране — 0,5 %